# Anthalia gilvihirta
Anthalia gilvihirta är en tvåvingeart som först beskrevs av Daniel William Coquillett 1903.  Anthalia gilvihirta ingår i släktet Anthalia och familjen puckeldansflugor.
Artens utbredningsområde är Ontario. Inga underarter finns listade i Catalogue of Life.